# ごぶごぶ
『ごぶごぶ』は、毎日放送（MBS）で2007年2月23日から放送されているロケバラエティ番組。
2023年4月8日（4月7日）からMBSラジオで放送されているラジオのスピンオフ番組である『ごぶごぶラジオ』についても述べる。

## 概要
浜田雅功（ダウンタウン）と相方役となるゲスト（芸人やタレント）の2人が主に関西界隈の街を散策・練り歩きながら地元の人と物に触れ合う、ロケバラエティ番組。
街歩きの最中に自由気ままに寄り道したり、関西のテレビ・ラジオ放送局（他局）にアポなしで訪問するといった浜田の自由ぶりとそれに奔走させられるスタッフが見所で（逆に浜田が振り回される場合も多い）、不定期で全国各地を散策する場合もある。また、2017年からの2度目のレギュラー放送（第6期）以前では、撮って出しに近い状態で収録が行われることもあり、スタッフからの「撮れ高とれた」「時間切れ」の指示でロケが強制終了することもあった。
2025年現在、浜田唯一の関西ローカルレギュラーである当番組は、「大阪で1つ（番組を）やっときたかった」という浜田の思いから実現した（浜田にとってはダウンタウンの素以来となる15年ぶりの関西でのレギュラー番組となった）。浜田と当番組スタッフは40年近くの仲であり、息の合った掛け合いに合わせてローカル番組特有の「手作り感」も垣間見られる。
番組タイトル名『ごぶごぶ』は、浜田と相方となるゲストと当番組スタッフが上下関係を捨て「五分五分（ごぶごぶ）の立場で楽しいことを進行しようとするロケ番組」という意味からであり、番組冒頭にもその旨を書かれたテロップが流れる。
東野が相方を務めていた時期は一昔のラジオのように、視聴者からハガキを毎週募集しており、不定期にはがきを紹介するコーナーを設けている。浜田に関しての内容は視聴者からの応援が多いのに対して、東野に対してはダメ出しである事が多く、このことに関して東野は、ハガキを選んでいるスタッフ（主に当番組の演出家・繁澤公）の悪意だと述べている。
2009年1月30日放送分より、ハイビジョン制作で収録が行われている。それ以前のSDTV制作では、地上波デジタル放送ではサイドバー付きのワイドSDTVで、サイドバーの左下に「ごぶごぶ」のロゴマークが入っていた。ただし、2012年でも一部放送局では画角4:3のサイドカットで放送されており、同じMBS制作の『痛快!明石家電視台』と同様の措置が取られていた。
再放送は制作局の毎日放送では不定期に行われており、最初の再放送は、2010年3月22日の16:53 - 17:50に放送され、以後土曜日や日曜日の午後の編成が空いた時間帯を中心に再放送されており、画面左上には常に次回通常放送の内容が告知されている。
当初は関西ローカルで開始したが、徐々にネット局を拡大していった。浜田・東野時代には番組の売り込みのため、系列局へロケが行われたこともあった。2010年10月2日より、MBSが運営するCS放送GAORAでの放送開始。2017年頃からはTVerでの配信を開始し、これらを通じて全国での視聴が可能となっている。また、2010年9月22日には番組初の2枚組DVD-BOX「ごぶごぶBOX」が発売され、2016年までに16作が発売されている。
毎年正月には「正月ごぶごぶ」と題した90分特番が放送される。2009年の元日14:30 - 16:00に初めて放送され、2010年以降は必ず元日（1月1日）に放送されている。2018年元日の正月SPでは、現在のレギュラー放送非ネットの局でも同時ネットで放送された。

## 番組の歴史

### 月1・月2放送時代
番組開始から2011年6月までは、月1回放送されていた。放送日についての備考としては、2007年4月発行の公式情報誌『MBSドクホン19号』では毎月第4金曜日と記載されていたものの、編成の都合で第3金曜日に放送することもあるので、番組の最後に次回の放送日を告知する。
主に関西地方でロケを行い、一部の回を除き、オープニングはとある駅から開始し、そこから目的地まで電車で移動、移動中の電車内でオープニングトークを行うのが基本となっていた。
2008年2月22日の放送では、視聴者からの意見を基に「いちぶきゅうぶ」というタイトルで、東野をほとんど見切れた状態で収録を行うドッキリを行った。
2011年6月25日の放送のエンディングで、毎月一回から二回放送になることが発表された。その際、東野にスタッフから花束を渡され番組卒業を匂わせるドッキリが仕掛けられた。
2012年2月24日放送分で、毎週火曜日のレギュラー放送になることが発表された。その際、ロケ地周辺（MBS本社のある茶屋町周辺）に告知ポスターや宣伝カーを用意し、一人だけ知らされていない東野がそれらに気付いたらロケ終了という趣向だったが、東野は番組開始数分で気付いてしまい、残り時間は当番組のスタッフである、繁澤公（演出家）のナレーションによる総集編となった。

### 最初のレギュラー放送時代
2012年4月3日からレギュラー放送開始、直前の23:50 - 23:55枠で『東野幸治のもうすぐごぶごぶ』も同日より開始されたが、こちらは7月24日で終了。同年8月14日からは本編開始時刻が5分前倒しされたが、本編放送時間はこれまでと変わらず60分のままで、最後の5分間に「東野幸治のもうちょっとごぶごぶ」というエンディングコーナーが、前述の『もうすぐごぶごぶ』に替わって設けられた。
同年6月5日の放送では、京都市・鴨川でのロケ中、浜田が肉離れを起こし、急遽ロケを中止するというハプニングが発生した（翌年、リベンジロケが放送された）。10月30日には放送回数100回目を迎え、番組初の生放送を吉本興業東京本社より行った。
月1・月2放送時代は関西でのロケを基本としていたが、レギュラー放送開始後は関西以外でのロケも頻繁に行うようになり、レギュラー放送初回のロケは東京都内で行われた。また、MBSの本社前や直接ロケの目的地からオープニングを始めたり、ロケバスでの移動も増え、電車での移動は減少傾向となった。
2014年3月25日放送分において第1回からレギュラーだった東野幸治は、朝日放送の「教えて!ニュースライブ 正義のミカタ」の司会を担当することになったため一旦卒業し、翌週4月1日より田村淳（ロンドンブーツ1号2号）が浜田の相方を務めることになった。また、ライセンスがコーナーレギュラーとして加わった。
MBSテレビの2016年春の番組改編で2016年3月29日をもってレギュラー放送は最終回を迎え、後継番組は、浜田が引き続きレギュラー出演する「ケンゴローサーカス団」（後にケンゴロー）が同時間帯から放送された。
レギュラー放送終了以降は不定期にスペシャル番組として放送され、スペシャル番組第一弾として2016年8月20日（19日深夜）0:30 - 1:30に「帰ってきた!ごふごぶ2016夏」が放送された。
2017年には、例年通り1月1日に正月特番が放送、4月11日・18日にも特番として放送され、いずれの回も淳が相方を務めた。そして4月18日放送のエンディングで再びレギュラー番組（第6期）として毎週火曜深夜に復活することを発表した。

### 2度目のレギュラー放送時代
2017年4月25日より、2度目となるレギュラー放送（第6期）が開始。この日の放送で、相方となるパートナーがロケ（2週分の放送）ごとに交代されるゲスト制になることが明らかとなった。ゲストは基本的に近畿地方出身・近畿地方で主に活躍・浜田と番組で共演した事がある者が選ばれているが近畿地方出身ではなかったり、浜田と一度も共演したことがない者が選ばれることもある。
第6期のレギュラー放送開始から2021年11月23日放送分まではロケ当日の相方が誰であるかは、浜田には一切知らされず、後ろを向いている相方ゲストのもとに浜田が出向き対面する事で知るサプライズ形式となっていた。視聴者には番組ラストの次週予告や、YouTubeの吉本興業チャンネルの予告映像などにてヒントが与えられていた。この形式は翌週（11月30日）放送分から廃止された（詳細は後述）。
ただし相方との対面時には幾度か例外が発生しており、葵わかなが出演した回（第338回）では、ロケより以前に出演した別番組で葵が浜田に対面した際にごぶごぶに参加する事を話してしまっており、サプライズとならずツッコミを受けていたり、第344回の藤山直美出演回では、藤山の復帰番組ということでロケ当日の「ちちんぷいぷい」に乱入しており、事前にゲストが誰であるかが判明しているため、特例として予告映像にも顔出しで登場している。
第6期からは、大阪でのロケの場合は、オープニングはMBSの本社前から始まり、移動もロケバスが基本となった。また、スタッフのカンペを模したテロップのデザインが変更された。
- 新型コロナウイルス対応
  - 2020年には、年頭から新型コロナウイルスへの感染が拡大していることに伴って、ロケの中断や収録方法の変更を余儀なくされている。
  - 大阪府・兵庫県から両府県の往来自粛要請が出された3月19日[6]以降は、屋外でのロケが困難になったため、3月31日・4月6日の放送分は、ハイヒール ・モモコが相方として出演した2019年4月放送回の再放送に充てた[7]。
  - 4月13日から5月26日までは「総集編」を編成。回ごとにテーマを設けた再放送で、オープニングとエンディングの部分だけ、浜田単独の出演で新たに収録した映像を使用していた[8][9][10]。また、淳が出演している『ロンドンハーツ』（テレビ朝日制作）が2019年4月の改編から放送枠を火曜日の深夜に移動（関西地方では朝日放送で24:30 - 25:32に遅れネットで放送）していたため、淳の出演シーンについては「大人の事情」として顔が隠された。
  - 6月2日放送回から、スタジオ限定で収録を再開[11]。7月21日放送回から東京でロケを再開したが、大型の観光バスで移動しながらトークを収録、不特定多数の人間との近接的な接触を避けるようにする、店内での着席時には飛沫を防ぐアクリル板を設置する、着席時には浜田と相方の間隔を空けるなど、感染予防策を可能な限り講じている[12]。また、ロケの模様を収録した映像の放送に際しては、「感染防止対策に徹底しながらロケを行っています」という字幕を繰り返し挿入している。
  - 貴乃花光司（放送上の名義は「貴乃花親方」）を相方に迎えた8月4日放送回から、屋外でのトーク収録を極力控えることなどを条件に、関西地方でのロケも再開した[13]。観光バス内での収録も継続することから、MBSのアナウンサー時代に当番組へ数回出演していた豊崎由里絵（浜田が司会を務める『プレバト!!』の元・アシスタントでアミューズ所属のフリーアナウンサー）を、バス内での進行役に起用。再開前までは浜田が屋外で相方に投げ掛けていた視聴者からの質問を、バスによるロケ先の移動中に豊崎がまとめて紹介している[14]。ただし、観光バスを移動に使用しないロケや、関西以外の地方（東京都内など）のロケでは、従来どおり浜田と相方のみでトークを収録。米倉利紀を相方に迎えた10月6日放送回からは、MBSの現役アナウンサーから若干名が、ロケに応じて進行役を交互に担当している。
  - 2021年2月9日の放送分から2021年11月23日の放送分までは新型コロナウィルスの影響で浜田と相方は東京からリモート出演になり、その中継をつなぎながら若手芸人たちが関西で週替わりでリポーター出演をした。
  - 2021年11月30日の放送分から10ヶ月ぶりに関西ロケを再開したが、前述の相方発表のサプライズ形式は廃止された。（第6期の開始から2021年11月23日放送分までは、サプライズ形式で、相方の顔に｢誰？｣と言うモザイク処理をしていた。）

月1回での番組開始以来、深夜帯で放送されてきたが、2022年秋のMBS改編により、10月1日から毎週土曜午後2時に変更。2023年10月28日放送分から、6分繰り上げ・拡大となり13:54 - 15:00となり、前番組の「よしもと新喜劇」と後番組の「痛快！明石家電視台」との接続は両方ともステブレレスとなった。ただし、番組編成の都合の影響を受けることが多いため、「明石家電視台」と共に休止になったり、不定期で90分スペシャルとなる場合がある。
2023年4月からは、スピンオフ番組として、MBSラジオにて後述の『ごぶごぶラジオ』がスタートした。また、同年12月には、番組初の野外フェスティバル『ごぶごぶフェスティバル』が2024年5月11日、12日に万博記念公園で開催されることが発表され、番組内にて最新情報を伝えるコーナーができた。
2024年3月9日には、土曜日に放送されるMBS制作番組合同の大型企画「MBS大感謝祭関西No.1決定戦」の一環として、午後0時54分から2時間の生放送が実施された。生放送は東野が相方として出演していた頃の2012年10月30日放送の100回記念以来11年半ぶりとなった。
2025年3月10日に浜田が体調不良により一時休養することが吉本興業から発表された。そのため同年3月22日放送から5月17日放送分までは回ごとに代役を立てて放送された。
同年5月2日には浜田が芸能活動を再開することが吉本興業から発表され、ラジオ版には当日の放送から、テレビ版には同年5月24日放送分から出演を再開。

## 出演者
レギュラー（司会）
- 浜田雅功（ダウンタウン）

メインキャスト。番組スタッフからは「浜ちゃん」と呼ばれる。前述の体調不良による一時休養の為、2025年3月15日放送分をもって出演休止。同年5月24日放送分から出演再開。
代打MC
- 後藤輝基（フットボールアワー）：2025年3月22日・4月5日放送分
- 今田耕司：2025年4月19日・4月26日放送分

番組スタッフ
前田昌彦は、ダウンタウン（および東野）が出演していた生放送番組『4時ですよーだ』のスタッフ、前田政二は、吉本総合芸能学院（NSC）の1期生であり、浜田・東野とは付き合いが長いため番組内で頻繁に2人から弄られる。ただ2013年以降は画面には登場せず、裏方に専念しているようである。
- 前田昌彦（カメラマン、通称：まえっちゃん）[注 8]
- 京原雄介（第67回から第168回までディレクター→第217回より演出、通称：京原）[注 9]
- 柴田伶祐（制作スタッフ・AD→第273回からディレクター。髪型や色が頻繁に変わることから、浜田にイジられることもある）

第6期の毎回変わる出演者（相方）
ロケ
- 宮根誠司（第275, 276, 309回）
- 小池徹平（第277, 278回）
- 西川貴教（第279, 280回）
- 塚地武雅（ドランクドラゴン）（第281, 282回）
- PUFFY（第283, 284回）
- りゅうちぇる（第285, 286回）
- 篠田麻里子（第287, 288回）
- TKO（第289, 290回）
- 的場浩司（第291, 292回）
- ダイアン（第293, 294, 295 回）
- 尼神インター（第293, 294, 295回）
- 玉巻映美（MBSアナウンサー）（第293, 294, 295, 617回）
- よゐこ（第296, 297回）
- 中山優馬（第298, 299回）- 第350回はナレーションを担当
- 橋本マナミ（第300, 301回）
- 石田ひかり（第302, 303回）
- Kis-My-Ft2（千賀健永・宮田俊哉）（第304, 305回）
- 土田晃之（第306, 307回）
- 加藤諒（第310, 311回）
- 亀田興毅・亀田大毅（第312, 313回）
- Dream Ami（第314, 315回）
- 笑福亭笑瓶（第316, 317回）
- はるな愛（第318, 319回
- ナジャ・グランディーバ（第318, 319回）
- 原田龍二（第320, 321回）
- 浅利陽介（第322, 323回）
- 佐藤隆太（第324, 325回）
- 上地雄輔（第326, 327回）
- いとうあさこ（第328, 329回）
- 袴田吉彦（第330, 331回）
- 黒川智花（第332, 333回）
- 相武紗季（第334, 335回）
- 松本利夫（第336, 337回）
- 葵わかな（第338, 339回）
- 市原隼人（第340, 341回）
- ナイツ（第342, 343回）
- 藤山直美（第344, 345回）
- 尾上右近（第346, 347回）
- 篠原ともえ（第348, 349回）
- YOU（第351, 352回）
- 八嶋智人（第353, 354回）
- コブクロ（第355, 356回）
- 山中慎介（第357, 358回）
- 花田虎上（第359, 362回）
- 前川清・紘毅（第360, 361回）
- 高橋メアリージュン・高橋ユウ（第362, 363回）
- 赤井英和（第364, 365回）
- 勝村政信（第366, 367回）
- 筧利夫（第368, 369回）
- 渡辺徹（第370, 371回）
- 福原遥（第372, 373回）
- ハイヒールモモコ（第374, 375回）
- 川田裕美（第376, 377回）
- 久本雅美（第378, 379, 622, 623回）
- 数原龍友（第380, 381, 497, 498回）
- 市川右團次（第382, 383回）
- 武田真治（第384, 385回）
- SKE48（松井珠理奈・須田亜香里）（第386, 387回）
- 中澤佑二（第388, 389回）
- 浅野ゆう子（第390, 391回）
- 南野陽子（第392, 393回）
- 那須川天心（第394, 395回）
- ロッチ（第396, 397回）
- 陣内孝則（第398, 399回）
- 渡部篤郎（第400, 401回）
- 藤原紀香（第403, 404, 620, 621回）
- ファーストサマーウイカ（第406, 407回）
- 御嶽海久司（第408, 409回）
- 早乙女太一（第410, 411回）
- ISSA（DA PUMP）（第412, 413回）
- 小澤征悦（第414, 415回）
- どりあんず（第423, 424, 427, 428, 429, 430, 611, 612回）
- 菊池浩輔（チーモンチョーチュウ）（第423, 424, 427, 428, 429, 430回）
- ゲラゲラ星人（第423, 424, 427, 428, 429, 430 , 611, 612回）
- 瀬下豊（天竺鼠）（第424, 427, 428, 429, 430回）[注 10]
- 貴乃花親方（第431, 432回）
- 山下健二郎（第433, 434回）
- 水川あさみ（第435, 436回）
- NMB48（渋谷凪咲・小嶋花梨・南羽諒）（第437, 438回）
- 米倉利紀[注 11]（第439, 440回）
- 堀田茜（第441, 442回）
- ジャニーズWEST（中間淳太・神山智洋）（第443, 444回）
- 勝地涼（第445, 446回）
- ROLAND（第447, 448回）
- 中山美穂（第449, 450回）
- バカリズム（第451, 452回）

リモート
- 青山テルマ（第453, 454, 568回）[注 12]
- 松岡充（第453, 454, 539, 540回）[注 13]
- Kis-My-Ft2（藤ヶ谷太輔・横尾渉）（第455, 456, 537, 538回）[注 14]
- 鈴木伸之・小手伸也（第457, 458回）
- 木村カエラ（第459, 460回）
- 高橋克実・ウド鈴木（キャイ〜ン）（第461, 462回）
- TAKAHIRO（EXILE）（第463, 464, 564, 565回）[注 15]
- 河合郁人（A.B.C-Z）・鷲見玲奈（第465, 466回）
- 劇団ひとり（第467, 468回）
- 瀧本美織（第469, 470回）
- 内田篤人（第471, 472, 585, 586回）[注 16]
- 芳根京子（第473, 474回）
- ゴールデンボンバー（鬼龍院翔・喜矢武豊）（第475, 476回）
- 長嶋一茂（第477, 478回）
- Hey!Say!JUMP（八乙女光・知念侑李（第479, 480回）
- DAIGO（第481, 482, 558, 559回）[注 17]
- 山崎まさよし（第483, 484, 575, 576回）[注 18]
- 前田敦子・峯岸みなみ（第485, 486回）
- 乃木坂46（秋元真夏・与田祐希）（第487, 488回）
- Kis-My-Ft2（北山宏光・二階堂高嗣）（第489, 490回）
- 綾小路翔（第491, 492, 580回）[注 19]

ロケ
- EXILE・GENERATIONS（白濱亜嵐・関口メンディー）（第493,494回）
- ももいろクローバーZ（玉井詩織・佐々木彩夏）（第495, 496回)
- ATSUSHI（EXILE）（第497, 498回）
- 大谷亮平（第499, 500回）
- なにわ男子（大橋和也・西畑大吾）（第501, 502回）
- きゃりーぱみゅぱみゅ（第503, 504回）
- HAN-KUN（湘南乃風）（第505,506回）
- 岡田結実（第507,508回）
- ムロツヨシ（第509,510回）
- 黒木瞳（第511,512回）
- 溝端淳平（第513, 514回）
- 山之内すず（第515,516回）
- 武尊（第517,518,523回）
- 観月ありさ（第519,520回）
- 櫻坂46（田村保乃・山﨑天）（第524,525回）
- 檀れい（第526,527回）
- 坂上忍（第528,529回）
- 鈴木杏樹（第530,531回）
- 岩田剛典（EXILE/三代目 J SOUL BROTHERS from EXILE TRIBE及びEXILE）（第532回）
- 野村周平（第533回）
- 上原浩治（第534, 535回）
- SixTONES（田中樹・髙地優吾）（第536回）
- 増田貴久（NEWS）（第543, 544回）
- 中尾明慶（第545, 546回）
- 木村カエラ（第547回）
- 西野七瀬（第548, 549回）
- 糸井嘉男（第550, 551回）
- 青木崇高（第552, 553回）
- 出川哲朗（第554, 555回）
- 吉岡里帆（第556, 557回）
- SHOKICHI（EXILE）（第560, 561回）
- 内藤剛志（第562回）
- 龍玄とし（toshl）（第563回）
- 鳥谷敬（第566, 567回）
- NEWS（小山慶一郎・加藤シゲアキ）（第568回）
- 大森南朋（第569, 570回）
- 掛布雅之（第571, 572回）
- 牧瀬里穂（第573回）
- 桂文枝（第574回）
- aiko（第577, 578回）
- 北村一輝（第579回）
- 松岡茉優（第581, 582回）
- 安田章大（SUPER EIGHT）（第583回）
- 松下奈緒（第587, 588回）
- 山口智子（第589, 590回）
- 梅沢富美男（第592, 593回）
- 城田優（第594, 595回）
- 三浦翔平（第596, 597回）
- 城島茂（TOKIO）（第598, 599回）
- 平愛梨（第600, 601回）
- 柳葉敏郎（第602, 603回）
- 東方神起（ユンホ・チャンミン）（第604, 605回）
- 横山裕（SUPER EIGHT）（第606, 607回）
- 山田孝之（第608回）
- 三浦大輔（第609, 610回）
- 倖田來未（第613, 614回）
- 北山宏光（kis-My-Ft2）（第615, 616回）
- 矢野燿大（第617回）
- 駿河太郎（第617回）
- 清水麻椰（MBSアナウンサー）（第617回）
- なすなかにし（第617回）
- ウエンツ瑛士（第618, 619回）
- GACKT（第624, 625回）
- 永島優美（第627, 628回）
- 堺正章（第629, 630回）
- 関本賢太郎・能見篤史（第631, 632回）

進行役
2020年8月4日放送分の第431回から、大阪市内のロケで、ロケ先への移動に大型の観光バスを使用する場合に出演。移動中のバス内で収録するトークにのみ参加する。
- 豊崎由里絵[注 20]（放送上の肩書は「元MBSアナウンサー」、第431 - 434回）
- 山崎香佳（MBSアナウンサー、第439, 440, 493, 494, 503, 504, 505, 506, 507, 509, 510, 511, 512, 517, 518, 528, 552, 553, 565, 574, 575, 576

, 581, 582, 583, 596, 597, 600, 601, 602, 603, 631回）
- 川地洋平（同上、第440, 497, 498, 525, 566, 567, 577, 578, 579回）
- 藤林温子（同上、第441, 442, 451, 452, 558, 560, 568, 573, 594, 595回）
- 三ツ廣政輝（同上、第445, 446, 534, 535, 571, 572回）
- 玉巻映美（同上、第447, 448, 449, 598, 606, 607回）
- 清水麻椰（同上、第526, 537, 545, 557, 562, 580, 585, 586, 587, 589, 592, 593回）

過去のレギュラー（司会）
- 東野幸治

番組スタッフから「東のり」と呼ばれる。番組内では浜田に対し「浜田さん」と呼んでいる。浜田は「東野」と呼ぶ。2025年5月10日・17日放送分に浜田の代役として前述の卒業以来11年ぶりに出演。
- 田村淳（ロンドンブーツ1号2号）

浜田・スタッフからは「淳」と呼ばれる。浜田に対しては「浜田さん」と呼んでいる。
- ライセンス（藤原一裕・井本貴史）（第54回と第423回と第424回と第427回と第428回と第429回と第430回と第576回と第602回と第605回と第608回と第611回と第612回と第617回と第620回と第630回は井本のみ出演）

田村淳がレギュラーとなってから3週目以降、辛味が苦手な淳が食べられると思われるカレーライスを紹介するために出演（後に「カレーズ」と呼ばれるようになった）。
カレーのコーナーが終わった後、若手芸人を紹介する「ごぶごぶファミリー」のコーナーのMCとして出演していた。
準レギュラー
- ごぶごぶガールズ - 浦野愛奈、金山綾香、木嶋ひとみ、小鷹狩百花[注 21]、小鷹狩佑香[注 22]、坂手聖菜、島村知奈津、鈴木沙綾

元スタッフ
- 繁澤公（演出家、通称：シゲ、シゲさん）[注 23]
- 西本武（プロデューサー、通称：にしもっちゃん）[注 24]
- 前田政二（構成作家、通称：政二、政二さん）[注 25]
- 東郷泰樹（プロデューサー、通称：東郷、東郷さん）[注 26]

ゲスト
※ロケ中に偶然遭遇し、出演したケースも含む。
- ジェフ・バーグランド（第5回）
- たむらけんじ（第12, 29, 36, 43, 46, 60, 74, 117, 161, 195, 252, 271, 345, 371, 409回）
- 藤田和弥（ABC）（第17, 54, 238, 276, 309回）[注 27]
- 加藤和也（第24回）
- 浜村淳（第34, 191回）
- シルク（第36, 189, 505回）
- 太平サブロー（第36, 191, 195, 238, 271回）
- 近藤光史（元・MBSアナウンサー）（第36, 347,505回）
- 西田幸治（笑い飯）（第43回）
- 哲夫（笑い飯）（第43, 123, 124, 153, 154, 227, 228, 272, 415, 453, 454, 455, 456, 457, 458, 459, 460, 468, 469, 470, 473, 474, 478, 479, 480, 483, 484, 486, 488, 490, 508, 514, 538, 547, 584回）
- 笑福亭鶴瓶（第45回）
- 岩橋良昌（出演当時・プラスマイナス）（第46, 85, 95, 110, 130, 142, 159, 168, 207, 232, 256, 267, 404回）（浜ちゃん軍団、ダイナマイトクッキング）
- トミーズ健（第52, 67, 478回）
- 岩尾望（フットボールアワー）（第54, 481回）
- NON STYLE（第74回）
- ヤナギブソン（第74回）
- 宇都宮まき（第74, 195回）
- ほんこん（第84, 197, 198回）
- 西川きよし（第89, 116, 140, 200回）
- 一青窈 （第87, 99, 155, 156, 204回）
- 西澤裕介※現在ユースケ（ダイアン）（第109, 144, 168, 245, 270, 445回）（東のり軍団）
- 川原克己（天竺鼠）（第109, 144回）（東のり軍団）
- 岩部彰（ミサイルマン）（第134, 198, 427, 428, 461, 462, 481, 482, 489, 490, 492, 504, 524, 525, 538, 548, 549, 574, 596, 617, 621, 623, 624, 625, 628回）（浜ちゃん軍団）[注 28]
- 川越達也（第145回）
- 坂田利夫（第147, 200回）
- 守谷日和（第150, 182, 198, 409回）
- ミサイルマン（第152, 250, 471, 472, 476回）
- パンクブーブー（第155回）
- ガリガリガリクソン（第156, 198回）
- 星野伸之（現・オリックス・バファローズ 一軍投手コーチ）[注 29]（第160, 175, 195, 215, 216, 325回）
- パンチ佐藤・イチロー（第160回）
- 福本晋悟（出演当時・MBSアナウンサー、現・毎日放送報道情報局記者）（第162回）
- 福島暢啓（MBSアナウンサー）（第162, 323回）
- 豊崎由里絵（ゲストとしての出演時点では毎日放送アナウンサー）（第162, 165回）
- Mr.オクレ（第165, 514回）
- 大木こだま（第165, 514回）
- ゆりやんレトリィバァ（第181回）
- バターぬりえ（第181回）
- ヒガシ逢ウサカ（第181回）
- 蛙亭（第182回）
- ロシアン生まれ（第182回）
- 天使と悪魔（第182回）
- モンスーン（第182回）
- コロコロチキチキペッパーズ（第182, 465, 466, 485, 486回）
- イブンカ（第182回）
- グイグイ大脇（第182回）
- 藤井輝雄（しましまんず）（第182回）
- ハイヒールリンゴ（第195, 271, 345回）
- 浜田尊弘（出演当時・毎日放送Mビジョン推進局長、現・株式会社MBSラジオ取締役社長）（第195回）[注 30]
- 岡田公伸（出演当時・毎日放送制作局長）（第195,394回）[注 31]
- 北野弘（毎日放送制作局制作センター長）（第195回）
- 月亭方正（第197, 198, 345, 371, 619回）
- 月亭八方（第198回）
- 新田敦生（現・なんばグランド花月支配人兼株式会社よしもとビジョン代表取締役）（第198, 238回）
- 河井ゆずる（アインシュタイン）（第198回）
- 銀シャリ（第198, 202, 469, 470回）
- 酒井藍（第198, 243, 361, 557回）
- アキナ（第198, 465, 466, 471, 472, 474回）
- セルライトスパ（第207, 241回）
- 8.6秒バズーカー（第207, 241, 259回）
- クロスバー直撃（第207, 241, 259, 260回）
- プラスマイナス（第207, 241, 395, 480回）
- インディアンス（第182, 208, 241回）
- ポートワシントン（第209, 241回）
- もりやすバンバンビガロ（第181, 211, 241, 259, 260回）
- アインシュタイン（第212, 241, 259, 260回）
- バンビーノ（第213, 241, 259回）
- ぼんちきよし（第217回）
- 見取り図（第218, 241回）
- タナからイケダ（第219, 241回）
- 田村亮（ロンドンブーツ1号2号）（第223, 224回）
- ポートワシントン伊藤（第225回）・岩崎夏子（第225, 241回）・北野慶一（第225, 239回）
- 吉田ヒロ（第226, 254回）
- 西池沙織（気象予報士）（第238回）
- 石田英司（第238, 271回）（MBS制作局エグゼグティブ）
- スザンヌ（第238回）
- ヒロド歩美（出演当時・ABCアナウンサー、現・フリーアナウンサー）（第238回）[注 32]
- 藤井隆（第238, 276, 309回）
- アポロン山崎（第240, 252回）
- 花鳥風月・うろちょろ虎太郎・ピー子ママ （第241回）
- 末成由美（第242回）
- 島田珠代（第242, 272, 333, 458, 474, 488, 557, 573回）
- 浅香あき恵（第243, 395, 466, 546回）
- 若井みどり（第243回）
- 森田まりこ（第243, 474, 498回）[注 33]
- 福本愛菜（第243回）
- 桑原和子（第243回）
- オール巨人（オール阪神・巨人）（第246回）
- 白仁田佳恵（第254回）（よしもと祇園花月劇場支配人、ロンドンブーツ1号2号の元マネージャー）
- ぼんちおさむ（ザ・ぼんち）（第256, 598回）
- アポロン （第241, 259, 260回）
- 盛山晋太郎（見取り図）（第267回）
- 田渕章裕（インディアンス）（第267回）
- 緒形夏美（花鳥風月）（第267回）
- 浜本広晃（テンダラー）（第270回）
- 田渕伸一（毎日放送制作局制作1部長兼チーフプロデューサー）（第271回）
- 川中恵一（毎日放送制作局制作1部プロデューサー）（第271回）
- 三戸なつめ（第271回）
- 中西正男（元デイリースポーツ芸能担当記者）（第271回）
- 中野雅至（神戸学院大学現代社会学部教授）（第271回）
- 松川浩子（MBSアナウンサー）（第271, 345回）
- 山本浩之（フリーアナウンサー）（第271回）
- 上方よしお（第272回）
- まるむし商店（第272回）
- 吉村洋文（大阪市長※現在は大阪府知事）（第273回）
- 風穴あけるズ（第289回）
- チョップリン（第289回）
- 横山ひろし（第290回）
- 河本準一（次長課長）（第306, 307回）
- 後藤輝基（フットボールアワー）（第309回）
- 西川ヘレン（第315回）
- 西川かの子（第315回）
- 水谷千重子（第323回）
- 岡田直子（第333, 458, 498回）[注 34]
- 広瀬駿（気象予報士）（第345回）
- 大吉洋平（MBSアナウンサー）（第345回）
- 佐伯チズ（第345回）
- 立岩陽一郎（第345回）
- 上泉雄一（MBSアナウンサー）（第347回）
- 藤林温子（MBSアナウンサー）（第347回）
- 金村義明（第347, 616回）
- 千鳥（第361回）
- 村上ショージ（第361回）
- 平井俊輔（どりあんず）（第371, 603, 610, 614, 621, 627, 628回）
- 西田二郎（第377回）
- 梅沢富美男（第377回）
- 真べぇ（ダブルアート）（第394, 471, 584回）
- らぶおじさん（元:絶対アイシテルズ・酎介）（第394回）
- 今井将人 ※現在今井らいぱち（元:ヒガシ逢ウサカ）（第394, 480回）
- ケツ（ニッポンの社長）（第394回）
- 里見まさと（ザ・ぼんち）（第395回）
- 島田一の介（第395回）
- 石田明（NON STYLE）（第403回）
- 津田篤宏（ダイアン）（第403回）
- 漫才少爺（第406回）
- 信濃岳夫（第409回）
- 金原早苗（第409回）
- ヒガシ逢ウサカ（第409回）
- ツートライブ（第409, 479, 484, 485, 486, 487, 488, 490, 491, 492, 498, 500, 504, 510, 513, 524, 551回）
- ダブルアート（第409, 514回）
- 池乃めだか（第446, 557回）
- 浜崎貴司（第449, 450回）
- 岡田浩暉（第449, 450回）
- 熊元プロレス（紅しょうが）（第458, 471回）
- トミーズ（第458回）
- ミキ（第459, 460, 467, 473, 477, 482, 487, 502, 514, 515, 583回）
- 未知やすえ（第461, 474, 568回）
- 亀田史郎（第464, 476, 484, 515, 555, 565回）
- たかおみゆき（第466回）
- 南出仁寛（プロゴルファー）（第469, 470回）
- きむきむ（パーティーパーティー）（第471, 605回）
- キャツミ（第471, 475, 514, 605回）
- 白桃ピーチよぴぴ（第471回）
- 荒川（エルフ）（第472回）
- 津田康平（マルセイユ）（第472回）
- 周平魂（ツートライブ）（第472, 584回）
- しずる（第475, 476回）
- デルマパンゲ（第475, 514回）
- 間寛平（第475回）
- おいでやす小田（第475, 476, 489回）
- あきら（第480回）
- アントニー（マテンロウ）（第480回）
- 浅越ゴエ（ザ・プラン9）（第481, 482, 489, 490, 504, 524, 525, 574回）
- たむたむ（第482, 559回）
- ミルクボーイ（第486, 568, 574回）
- たけだバーベキュー（第489, 490回）
- まちゃまちゃ（第491, 492回）
- 善家カズマサ（茜250cc）（第494回）
- 小籔千豊（第498回）
- 滝音（第498回）
- 服部ひで子（第498回）[注 35]
- 桂小文枝（第505回）
- 藤田憲右（トータルテンボス）（第506回）
- マイケル・ジャクトン（第515回）
- 大畑大介（第535回）
- 宗安（チェリー大作戦）（第544回）
- はじめ（第546回）
- 内場勝則（第557回）
- 吉田裕（第557回）
- 西靖（MBSアナウンサー）（第562回）
- ランディ・バース（第572回）
- キンタロー。（第574回）
- 河田直也（MBSアナウンサー）（第574回）
- 前田春香（MBSアナウンサー）（第574回）
- 中野雅至（第574回）
- みょーちゃん（第578回）
- オズワルド（第584回）
- 紅しょうが（第584回）
- 奥慎太郎（ファンファーレと熱狂）（第584回）
- 吉田たち（第584回）
- タレンチ（第584回）
- 堤太輝（どりあんず）（第601, 604, 605, 615, 631, 632回）
- 親指ぎゅー太郎（第605回）
- タグ（ダブルアート）（第605回）
- まさよし（サカイスト）（第611, 612, 619, 622, 625, 631, 632回）
- 井上雅雄（MBSアナウンサー）（第616回）
- 田中良子（第616回）
- 八木真澄（サバンナ）（第617回）
- 亀田姫月（第625回）
- 永島昭浩（第627回）[注 36]
- 福本豊（第631回）
- 似関本賢太郎（第632回）

## テーマ曲
オープニングテーマ
- 『UNDER THE SKY』 - ALBUM Verオープニングギターリフ THE ANSWER

エンディングテーマ曲
- 『大阪LOVER』 - DREAMS COME TRUE

番組放送開始〜2012年3月23日放送分まで。ただし、第13, 14, 24回は除く。
2012年4月3日放送分から2016年3月29日放送分までは、ロケ先で出会った人に好きな曲を聞き、それをエンディング曲としていた。
2017年4月からは再びこの曲が使われている。
過去のエンディングテーマ
- 『好っきゃねん』 - ミス花子

第13回のみ
- 『小さな世界』 -

第14回のみ
- 『真赤な太陽』 - 美空ひばり

第24回のみ

## DVD
| 発売日         | タイトル      | 放送年 | 内容                 | 内容 |
| -------------- | ------------- | --- | -------------------- | --- |
| 2010年9月22日  | ごぶごぶBOX   | 2007年 | 浜田雅功セレクション | 第1回、第4回、第6回、浜田が歌う「大阪LOVER」 |
| 2010年9月22日  | ごぶごぶBOX   | 2007年 | 東野幸治セレクション | 第3回、第5回、第8回、東野が歌う「大阪LOVER」 |
| 2010年9月22日  | ごぶごぶBOX   | 音声特典：スタッフによるコメンタリー |                      | |
| 2011年3月25日  | ごぶごぶBOX2  | 2008年 | 浜田雅功セレクション | 第11回、第14回、第15回、浜田が歌う「さらばハイセイコー」 |
| 2011年3月25日  | ごぶごぶBOX2  | 2008年 | 東野幸治セレクション | 第18回、第19回、第20回、東野が歌う「酒よ」 |
| 2011年3月25日  | ごぶごぶBOX2  | 音声特典:スタッフによるコメンタリー |                      | |
| 2011年9月30日  | ごぶごぶBOX3  | 2009年 | 浜田雅功セレクション | 第26回、第29回、第32回、浜田が歌う「初恋時代」 ラジオ「せいじの部屋」（前田政二とゲストとのトーク 浜田セレクション編）                                                                                   |
| 2011年9月30日  | ごぶごぶBOX3  | 2009年 | 東野幸治セレクション | 第27回、第31回、第33回、東野が歌う「いとしのエリー」 ラジオ「せいじの部屋」（前田政二とゲストとのトーク 東野セレクション編）                                                                             |
| 2011年9月30日  | ごぶごぶBOX3  | DVD-BOX特典：ごぶごぶオリジナルうちわ 今作はVol1, 2にあったスタッフによるコメンタリー（愚痴）は収録されていない。ラジオのゲスト：岩橋良昌（プラスマイナス）                                          |                      | |
| 2012年3月21日  | ごぶごぶBOX4  | 2010年 | 浜田雅功セレクション | 第35回、第38回、第45回、浜田が歌うカラオケ「日影の忍者勝彦」・「涙くんさよなら」 前田政二セレクション・第42回前半（ごぶごぶガールズ）、コメンタリー（ゲスト芸人とスタッフによる裏話 浜田セレクション編） |
| 2012年3月21日  | ごぶごぶBOX4  | 2010年 | 東野幸治セレクション | 第41回、第44回、第46回、東野が歌うカラオケ「なごり雪」・「ラヴ・イズ・オーヴァー」 前田政二セレクション・第42回後半（生駒山上遊園地）、コメンタリー（ゲスト芸人とスタッフによる裏話 東野セレクション編） |
| 2012年3月21日  | ごぶごぶBOX4  | DVD-BOX特典：ごぶごぶオリジナル千社札ステッカー コメンタリーのゲスト芸人：岩橋良昌（プラスマイナス）、岩部彰（ミサイルマン）、中田はじめ（吉本新喜劇）                                               |                      | |
| 2012年9月19日  | ごぶごぶBOX5  | 2011年 | 浜田雅功セレクション | 第54回、第57回、第62回、浜田が歌うカラオケ「チキンライス」 前田政二の厳選の1本・第2回前編 |
| 2012年9月19日  | ごぶごぶBOX5  | 2011年 | 東野幸治セレクション | 第49回、第63回、第64回、東野が歌うカラオケ「大きな古時計（平井堅）」 前田政二の厳選の1本・第2回後編 |
| 2012年9月19日  | ごぶごぶBOX5  | DVD-BOX特典：初回プレス限定封入特典 年賀状ポストカード（※4種類のうち1種） ごぶごぶスタッフによるコメンタリー 第54回、第49回のみ収録                                                                  |                      | |
| 2013年3月20日  | ごぶごぶBOX6  | 2012年 | 浜田雅功セレクション | 第66回、第81回、第84回、ある日の浜ちゃんプライベートVTR 前田政二セレクション・第72回前編 |
| 2013年3月20日  | ごぶごぶBOX6  | 2012年 | 東野幸治セレクション | 第65回、第74回、第75回、ロケ終わりの東のりプライベートVTR 前田政二セレクション・第72回後編 |
| 2013年3月20日  | ごぶごぶBOX6  | ごぶごぶスタッフによる2012年上半期＆おハガキトーク（第66回、第65回のみ収録） |                      | |
| 2013年9月18日  | ごぶごぶBOX7  | 2012年 | 浜田雅功セレクション | 第86回、第87回、第99回、ナニワの浜ちゃん軍団と遊ぼう 超スペシャルセレクション・第100回前編 |
| 2013年9月18日  | ごぶごぶBOX7  | 2012年 | 東野幸治セレクション | 第91回、第105回、第106回、ナニワの東のり軍団と遊ぼう 超スペシャルセレクション・第100回後編 |
| 2013年9月18日  | ごぶごぶBOX7  | 初回特典：ぷっくりロゴシール 音声特典：スタッフによるコメンタリー 第86回、第91回に収録 |                      | |
| 2013年12月18日 | ごぶごぶBOX8  | 2013年 | 浜田雅功セレクション | 第114回、第117回、第118回、浜ちゃん軍団 ある日の夜のメシ会に潜入 超スペシャルセレクション・第109回前編                                                                                                   |
| 2013年12月18日 | ごぶごぶBOX8  | 2013年 | 東野幸治セレクション | 第111回、第113回、第119回、ナニワの東のり軍団 出撃!街ロケ 超スペシャルセレクション・第109回後編 |
| 2013年12月18日 | ごぶごぶBOX8  | 初回特典：ごぶごぶ真っ赤なばんそーこー 音声特典：スタッフによるコメンタリー 第109回(前編・後編)に収録                                                                                                |                      | |
| 2014年3月19日  | ごぶごぶBOX9  | 2013年 | 浜田雅功セレクション | 第128回、第130回、第132回、浜ちゃん軍団 ある日の夜のメシ会に潜入 続編 超スペシャルセレクション・第127回前編                                                                                              |
| 2014年3月19日  | ごぶごぶBOX9  | 2013年 | 東野幸治セレクション | 第123回、第124回、第126回、ナニワの東のり軍団でプリクラを撮ろう！ 超スペシャルセレクション・第127回後編                                                                                                  |
| 2014年3月19日  | ごぶごぶBOX9  | 初回特典：ごぶごぶ名言ポストカード（※3種類のうち1種）、抽選でごぶごぶ特製ござ 音声特典：スタッフによるコメンタリー 第132回、第126回に収録                                                            |                      | |
| 2014年9月17日  | ごぶごぶBOX10 | 2013年 | 浜田雅功セレクション | 第142回、第147回、第148回 超スペシャルセレクション・第134回 |
| 2014年9月17日  | ごぶごぶBOX10 | 2013年 | 東野幸治セレクション | 第135回、第136回、第138回 超スペシャルセレクション・第141回 |
| 2014年9月17日  | ごぶごぶBOX10 | 初回特典：番組オリジナルポストカード（※2種のうち1枚、10〜12巻の3巻連動スペシャル） 応募特典：グッズ3点セット 音声特典：スタッフによるコメンタリー 第148回、第136回に収録                             |                      | |
| 2014年10月22日 | ごぶごぶBOX11 | 2013年 | 浜田雅功セレクション | 第152回、第163回、第164回 超スペシャルセレクション・第159回 |
| 2014年10月22日 | ごぶごぶBOX11 | 2013年 | 東野幸治セレクション | 第149回、第150回、第168回 超スペシャルセレクション・第165回 |
| 2014年10月22日 | ごぶごぶBOX11 | 初回特典：番組オリジナルポストカード（※4種のうち1枚、10〜12巻の3巻連動スペシャル） 応募特典：グッズ3点セット 音声特典：スタッフによるコメンタリー 第159回、第165回に収録                             |                      | |
| 2014年11月19日 | ごぶごぶBOX12 | 2014年 | 浜田雅功セレクション | 第175回、第177回、第181回 超スペシャルセレクション・第182回 |
| 2014年11月19日 | ごぶごぶBOX12 | 2014年 | 田村淳セレクション   | 第169回、第171回、第179回 超スペシャルセレクション・第172回 |
| 2014年11月19日 | ごぶごぶBOX12 | 初回特典：番組オリジナルポストカード（※4種のうち1枚、10〜12巻の3巻連動スペシャル） 応募特典：グッズ3点セット 音声特典：スタッフによるコメンタリー 第171回、第175回に収録                             |                      | |
| 2015年2月18日  | ごぶごぶBOX13 | 2014年 | 浜田雅功セレクション | 第191回、第193回、第194回 超スペシャルセレクション・第184回 |
| 2015年2月18日  | ごぶごぶBOX13 | 2014年 | 田村淳セレクション   | 第186回、第189回、第190回 超スペシャルセレクション・第185回 |
| 2015年2月18日  | ごぶごぶBOX13 | 初回特典：ごぶごぶ特製金のマグネット 応募特典：ごぶごぶ特製金のスプーン 音声特典：スタッフによるコメンタリー 第190回、第191回に収録                                                                  |                      | |
| 2015年8月26日  | ごぶごぶBOX14 | 2014〜 2015年 | 浜田雅功セレクション | 第215回、第217回、第218回 超スペシャルセレクション・第216回 |
| 2015年8月26日  | ごぶごぶBOX14 | 2014〜 2015年 | 田村淳セレクション   | 第199回、第207回、第214回 超スペシャルセレクション・第202回 |
| 2015年8月26日  | ごぶごぶBOX14 | 初回特典：ごぶごぶ跳ぶ男コースター（※5種のうち1種ランダム封入） 応募特典：ごぶごぶ跳ぶ男ロールペーパー6個セット&ロールペーパーフォルダー 音声特典：スタッフによるコメンタリー 第202回、第217回に収録 |                      | |
| 2016年2月17日  | ごぶごぶBOX15 | 2015年 | 浜田雅功セレクション | 第219回、第231回、第238回 超スペシャルセレクション・第225回 |
| 2016年2月17日  | ごぶごぶBOX15 | 2015年 | 田村淳セレクション   | 第224回、第232回、第236回 超スペシャルセレクション・第241回 |
| 2016年2月17日  | ごぶごぶBOX15 | 初回特典：ごぶごぶ開運ポストカード（※4種のうち1種ランダム封入） 応募特典：ごぶごぶオレンジやっ!ラーメンどんぶり 音声特典：スタッフによるコメンタリー 第231回、第232回に収録                          |                      | |
| 2016年10月12日 | ごぶごぶBOX16 | 2015〜 2016年 | 浜田雅功セレクション | 第250回、第261回、第262回 超スペシャルセレクション・第270回 |
| 2016年10月12日 | ごぶごぶBOX16 | 2015〜 2016年 | 田村淳セレクション   | 第248回、第265回、第266回 超スペシャルセレクション・第264回 |
| 2016年10月12日 | ごぶごぶBOX16 | 初回特典：ごぶごぶポストカード 応募特典：ごぶごぶ縄跳び（内5名に大縄跳び） 封入特典：ごぶごぶ番組ステッカー                                                                                          |                      | |

## スタッフ
レギュラー放送（2022年10月29日以降）
- 構成：渡邉仁、藤田雄一、くらやん、柴田怜祐（柴田→よしもとBE、以前は演出）
- 撮影：前田昌彦（よしもとBT）、澤田凱斗
- 音声：本城宣彰（よしもとBT）
- 編集：岸本元博（毎日放送）
- MA：古川靖久（毎日放送）
- 効果：山本大輔（戯音工房）
- 車両：大森好行（フォレスト）
- メイク：Office MAKISE（浜田担当）
- スタイリスト：利光英治郎（Office MAKISE、浜田担当）
- アートプロデューサー：松尾光生（毎日放送）
- 美術進行：荒井春佳
- CG：田中裕司（毎日放送）
- タイトル：高橋涼・中嶋恵子（毎日放送）
- 編成：山内健太郎（毎日放送）
- 宣伝：青池勇飛（毎日放送）
- デスク：西城栄里・盛田こずえ（毎日放送）、高松知世（ビーダッシュ）
- 制作スタッフ：川上理来、神田もにか、納塚真央、吉田玄磨、野田健太
- ディレクター：西川知以（クラッチ.）、山口香奈（ビーダッシュ）、橘美緒（ビーダッシュ、以前は制作スタッフ）
- 演出：辻本敬詩（毎日放送、以前はディレクター）
- プロデューサー：三輪康博（毎日放送）、谷垣和歌子（吉本興業）
- 演出・プロデューサー：糊田裕（毎日放送、以前はディレクター→演出）
- ゼネラルプロデューサー：新堂裕彦（毎日放送、以前はチーフプロデューサー）
- 協力：ビーダッシュ、よしもとブロードエンタテインメント（旧社名:トラッシュ/ゾフィープロダクツ）、よしもとブロードテック、クラッチ.、フォレスト、戯音工房、MORE、ウエスト
- 制作協力：吉本興業
- 製作著作：毎日放送（MBS）

レギュラー放送終了以降の不定期特番
- 構成：渡邊仁 / 藤田雄一、青木陽幸
- 撮影：前田昌彦（よしもとBE）、岸克二
- 音声：梶巻久仁彦（よしもとBE）
- 効果：山本大輔（戯音工房）
- 編集：佐藤雅哉・岸本元博（いずれも毎日放送）
- 車両：大森好行・中尾正伸・堀田茂彦（フォレスト）
- メイク：Office MAKISE（浜田担当）
- スタイリスト：北田あつ子（Office MAKISE、浜田担当）
- アートプロデューサー：上中普雄（毎日放送）
- 美術：内田公幸（いずれも毎日放送）
- タイトル：正冨大樹（毎日放送）
- 美術進行：荒井春佳
- 編成：向功（毎日放送）
- 宣伝：新保風子（毎日放送）
- デスク：西城栄里（毎日放送）、高松知世（ビーダッシュ）
- 制作スタッフ：清水涼平（毎日放送）、渡邉恒史・柴田伶祐（いずれもよしもとBE）、岸下弥生・松岡基（いずれもビーダッシュ）
- 監修：林敏博（ビーダッシュ）
- プロデューサー：中澤晋弥（よしもとクリエイティブ・エージェンシー）
- 演出・プロデューサー：京原雄介（毎日放送）
- チーフプロデューサー：長尾政彦（毎日放送）
- 衣装協力：STEPS
- 協力：ビーダッシュ、よしもとブロードエンタテインメント、戯音工房、ウエスト、フォレスト、MORE
- 制作協力：吉本興業
- 製作著作：毎日放送（MBS）

月1・2回放送
- 構成：前田政二 / 遠藤みちスケ、藤田雄一、青木陽幸
- 撮影：前田昌彦（トラッシュ）、岸克二（イングス）
- 音声：山崎勝彦（トラッシュ）
- 効果：久坂恵紹（戯音工房）
- 編集：野畑智樹・大塚直哉・寺下智・岩本和也・佐藤雅哉（毎日放送）
- 車両：藤岡宏暢・大森好彦・中尾正伸（フォレスト）
- メイク：興山洋子（Office MAKISE、浜田担当）、庄司佳美（東野担当）
- スタイリスト：北田あつ子（Office MAKISE、浜田担当）
- 美術：松尾光生（毎日放送）
- タイトル：正冨大樹（毎日放送）
- 制作スタッフ：岸下弥生（江戸堀本舗）、木本赤沙、坂井田昌美（MBS企画）、野堀高大（ゾフィープロダクツ）
- ディレクター：京原雄介（毎日放送、制作スタッフ兼務）
- 演出：繁澤公（江戸堀本舗）
- 監修：林敏博（ビーダッシュ）
- プロデューサー：東郷泰樹（毎日放送、16回 - ）、中澤晋弥（よしもとクリエイティブ・エージェンシー）
- 制作（ゼネラルプロデューサー）：浜田尊弘（毎日放送、初回放送 - 15回まではチーフプロデューサー）
- 協力：ビーダッシュ、江戸堀本舗、MBS企画、ゾフィープロダクツ、トラッシュ、戯音工房、フォレスト、MORE
- 制作協力：吉本興業
- 製作著作：毎日放送（MBS）

過去のスタッフ
- 構成：前田政二、八木晴彦、武輪真人、友光哲也、青木陽幸、小林仁
- リサーチ：成田周平、純子ポッキー
- 撮影：岸克二（イングス）、藤井智章（ゾフィープロダクツ）、三村友昭、平井雅司（よしもとBT）
- 音声：山崎勝彦・梶巻久仁彦（いずれもよしもとBE）
- 音効：久坂恵紹（戯音工房）
- 編集：伏見明修・北村真智子（いずれも関西東通）、高田仁・野畑智樹・三木直哉・杉野輝雄・須藤慎平・寺下智・岩本和也・佐藤雅哉・露口三郎・川上忠士・村井充（いずれも毎日放送）、仁部貴史・藤崎一成（イングス）【月替り担当】
- アートプロデューサー：上中普雄（いずれも毎日放送）
- 美術：内田公幸・齋藤せいこ・大石真諭（いずれも毎日放送）
- タイトル：正冨大樹・佐々木好一・川西真央・玉川愛美（毎日放送）
- 車両：井畑周吾・倉本圭一郎・藤岡宏暢・篤永靖彦・井畑周吾（グループエー）、中尾正伸（フォレスト、以前はドライバー担当）
- メイク：川島享子、松村芝麻、興山洋子（Office MAKISE、浜田担当）、庄司佳美（東野担当）
- スタイリスト：北田あつ子（Office MAKISE、浜田担当）
- CG：塩見晃生
- ドライバー担当：大森好行・佐々木暢一・守川雅春（フォレスト）
- 編成：藤原大輔・川上裕・佐川昌裕（いずれも毎日放送）
- 宣伝：斧志保・松岡さやか・冨田潤（いずれも毎日放送）
- AP（アシスタントプロデューサー）：稲冨聡・阪口知里（いずれもよしもとクリエイティブ・エージェンシー）
- 制作スタッフ：岸下弥生、坂井田昌美・木本赤沙（いずれもMBS企画）、渡邉恒史・野堀高大（ゾフィープロダクツ）、清水飛翔・佐藤智洋・飯田充・鈴木啓太・髙本慧・海老桂介・山内海（以上毎日放送）、照屋寛人、豊崎舞、岡本達也、松岡基・成瀬裕太・村上未希子・阿武茉奈美（以上ビーダッシュ）、竹内幸司、川地晴也
- ディレクター：森貴洋・清水涼平・橋本和哉・伊藤広・石田尚生・岩下岳周（以上毎日放送）、松本武史（MBS企画）、三浦未来（クラッチ.）、中村梨那（ビーダッシュ）
- 演出：繁澤公（江戸堀本舗）、平岡大希・増井一徳（毎日放送）
- 演出監修：岡田秀行（ビーダッシュ）
- 監修：林敏博（ビーダッシュ）
- プロデューサー
  - 毎日放送：長富剛（初回 - 第7回）、京原雄介（2024年7月まで、以前は演出）
  - 吉本興業→よしもとクリエイティブ・エージェンシー：稲冨聡（初回 - 第7回はAP（アシスタントプロデューサー）、第8 - 20回まではプロデューサー）、阪口知里（第21 - 28回）、石井英亮（第29回 - ）、中澤晋弥、嶋和也、金丸貴史、亀井俊徳
  - ブーム：西本武
- チーフプロデューサー：河内俊昭（よしもとクリエイティブ・エージェンシー）、佐藤昌弘（毎日放送 → ゾフィープロダクツ、第7回 - 15回まではプロデューサー）、長尾政彦・長富剛（いずれも毎日放送）
- 制作（ゼネラルプロデューサー）：浜田尊弘（毎日放送、初回放送 - 15回まではチーフプロデューサー）
- 協力：ブーム、江戸堀本舗、MBS企画、放送映画製作所、関西東通、TOO＋、帝国クリエィティブ、エイチ・アイ・エス、グループエー、京阪電気鉄道 ほか

## ネット局と放送時間

### 現在のネット局
［字］は、字幕放送実施。
| 放送対象地域   | 放送局                          | 系列    | 放送日時                     | 初回放送日    | 遅れ       | 備考                |
| -------------- | ------------------------------- | ------- | ---------------------------- | ------------- | ---------- | ------------------- |
| 近畿広域圏     | 毎日放送（MBS）［字］           | TBS系列 | 土曜 13:54 - 15:00           | 2007年2月23日 | 制作局     | 制作局              |
| 富山県         | チューリップテレビ（TUT）［字］ | TBS系列 | 日曜 0:28 - 1:28（土曜深夜） | 2024年4月21日 | 遅れネット | [ 16 ]              |
| 中京広域圏     | CBCテレビ（CBC）                | TBS系列 | 日曜 0:58 - 2:02（土曜深夜） | 2008年7月29日 | 遅れネット | [ 注 37 ] [ 注 38 ] |
| 岡山県・香川県 | RSK山陽放送（RSK）              | TBS系列 | 火曜 23:56 - 翌0:53          | 2008年8月24日 | 遅れネット | [ 注 40 ]           |
| 福岡県         | RKB毎日放送（RKB）［字］        | TBS系列 | 土曜 0:48 - 1:48（金曜深夜） | 2012年2月22日 | 遅れネット | [ 注 41 ]           |
| 日本全域       | GAORA                           | CS放送  | 不定期放送                   | 2010年10月2日 | 遅れネット | リピート放送あり    |

### 過去のネット局
※本放送は終了しているものの、不定期で放送したり、スペシャル番組をネットする場合もある。
| 放送対象地域 | 放送局                | 系列    | 備考                |
| ------------ | --------------------- | ------- | ------------------- |
| 青森県       | 青森テレビ（ATV)      | TBS系列 |                     |
| 新潟県       | 新潟放送（BSN）       | TBS系列 | [ 注 42 ] [ 注 43 ] |
| 長野県       | 信越放送（SBC）［字］ | TBS系列 | [ 注 44 ]           |
| 静岡県       | 静岡放送（SBS）       | TBS系列 | [ 注 45 ] [ 注 46 ] |
| 広島県       | 中国放送（RCC）       | TBS系列 | [ 注 47 ] [ 注 48 ] |
| 高知県       | テレビ高知（KUTV）    | TBS系列 | [ 注 49 ] [ 注 50 ] |
| 長崎県       | 長崎放送（NBC）［字］ | TBS系列 | [ 注 51 ]           |
| 宮崎県       | 宮崎放送（MRT）       | TBS系列 | [ 注 52 ]           |

### インターネット配信
- 相方がジャニーズ事務所→STARTO ENTERTAINMENT所属タレントの場合は当該回と前週で流れる次回予告は配信されない。
- 最新回配信は毎日放送の放送日基準のため、遅れネット局ではインターネット配信開始が放送より先行する。

| 配信元        | 更新日時        | 配信期間        | 備考                                 |
| ------------- | --------------- | --------------- | ------------------------------------ |
| MBS動画イズム | 土曜 15:00 更新 | 7日             | 毎日放送の最新回放送分限定で無料配信 |
| TVer          | 土曜 15:00 更新 | 7日             | 毎日放送の最新回放送分限定で無料配信 |
| GYAO!         | 土曜 15:00 更新 | 7日             | 毎日放送の最新回放送分限定で無料配信 |
| MBS動画イズム | 過去分(約3年分) | 過去分(約3年分) | 有料見放題配信                       |

## ごぶごぶラジオ
『ごぶごぶラジオ』はMBSラジオで2023年4月8日（4月7日未明）から金曜深夜に放送されているラジオ番組。

### 概要
同番組はMBSテレビで放送されている番組のラジオ版かつスピンオフ番組でメインパーソナリティはテレビ版と同じく浜田雅功（ダウンタウン）。後輩芸人で浜田とプライベートでも仲の良い井本貴史（ライセンス）とどりあんずがパートナーを担当し、浜田・井本・どりあんずとスタッフ、そしてリスナーが、テレビ版同様上下関係なく五分五分の立場で作り上げるラジオ番組であり、出演者全員が東京に活動拠点を置いていることもあって収録は東京都赤坂にある赤坂Bizタワー28階のMBS Tokyo Biz Studio（東京支社）のラジオスタジオで行われている。
番組内では毎週一曲曲を流しているが、ほとんどは平井が選曲している。トーク内容については浜田とのプライベートであった出来事などについて話していることがほとんどで、番組終盤ではリスナーからのお便りを紹介し、それに基づいたトークを繰り広げる。当番組ではリスナーを構成員と呼称している。また、当日の放送については以前は放送終了後にラジオ配信アプリRadiotalkで配信されていたが、現在はApple PodcastやAmazon Musicなどで配信されており、過去のアーカイブ放送も聞くことができる。
浜田がMBSラジオの番組にレギュラー出演すること及びラジオのレギュラー番組を持つことは毎日放送ラジオ放送部門時代の1987年8月から1991年10月まで毎週木曜日に松本とコンビでパーソナリティを務め、今田耕司やYOUらと出演したMBSヤングタウン木曜日以来32年ぶりであり、ラジオ部門が毎日放送から分社化（独立）してからかつピンでのラジオ番組のレギュラー出演は初である。また、東京支社のラジオスタジオからのラジオ番組出演も移転前のパレスサイドビルディング内にあった時を含めても初めてである。
レギュラー化される約3ヶ月前の同年1月29日（日曜日）に20:00 - 21:00の枠で同番組名で単発放送され、これが人気を博したことからレギュラー化となった。
番組開始から2024年1月19日放送分までは前述の4人で番組を担当していたが翌週（1月26日）放送分からは同年3月まで宮古島を拠点としており井本・どりあんずと同じく浜田と仲がいい後輩芸人のゲラゲラ星人が新たにレギュラーとして加わり5人体勢となった。
2024年4月からは放送時間が30分前倒しされ、24:30 - 25:15の放送になり、同年4月5日で番組開始から1年を迎えた。
2025年1月24日放送分からは新たに井本・どりあんず・ゲラゲラ星人と同じく浜田と仲がいい後輩芸人で福岡吉本に所属しているまさよし（サカイスト）が加わり、6人体制となった。
2025年3月21日放送分からは浜田の体調不良による一時休養に伴い、浜田以外の5人で番組を進行していたが同年5月2日に浜田が芸能活動を再開することが吉本興業から発表され、当番組にはこの日から出演を再開した。

### 出演者
- パーソナリティ
  - 浜田雅功（ダウンタウン）[注 58]
  - 井本貴史（ライセンス）[注 59]
  - どりあんず（平井俊輔・堤太輝）[注 60]
  - ゲラゲラ星人[注 61]
  - まさよし（サカイスト）[注 62]

### 現在の放送時間（2024年4月5日 - ）
- 原則 毎週金曜 24:30 - 25:15

### 過去（2023年4月7日 - 2024年3月29日）
- 原則 毎週金曜 25:00 - 25:45[注 63]